# Werringsen
Werringsen liegt seit der kommunalen Neugliederung, die am 1. Januar 1975 in Kraft trat, im Gebiet der nordrhein-westfälischen Stadt Menden (Sauerland), Märkischer Kreis. Zuvor lag Werringsen im Gebiet der Gemeinde Oesbern, Amt Menden, Kreis Iserlohn.
Werringsen liegt im Nordosten des Stadtgebietes.
Am 1. Juli 2017 hatte der „Ortsteil Brockh. Barge Werr.“ 418 Einwohner.